# Sestronophora
Sestronophora, en ocasiones erróneamente denominado Sestranophora, es un género de foraminífero bentónico de la Subfamilia Sestronophorinae, de la Familia Eponididae, de la Superfamilia Discorboidea, del Suborden Rotaliina y del Orden Rotaliida. Su especie-tipo es Sestronophora arnoldi. Su rango cronoestratigráfico abarca desde el Plioceno hasta el Pleistoceno.

## Clasificación
Sestronophora incluye a las siguientes especies:
- Sestronophora arnoldi †
- Sestronophora sanclementiana †